# مرزهای ایران
| دریای خزر خلیج فارس دریای عمان ترکمنستان افغانستان پاکستان جمهوری آذربایجان ارمنستان ت ر ک ی ه عراق کویت عربستان سعودی |

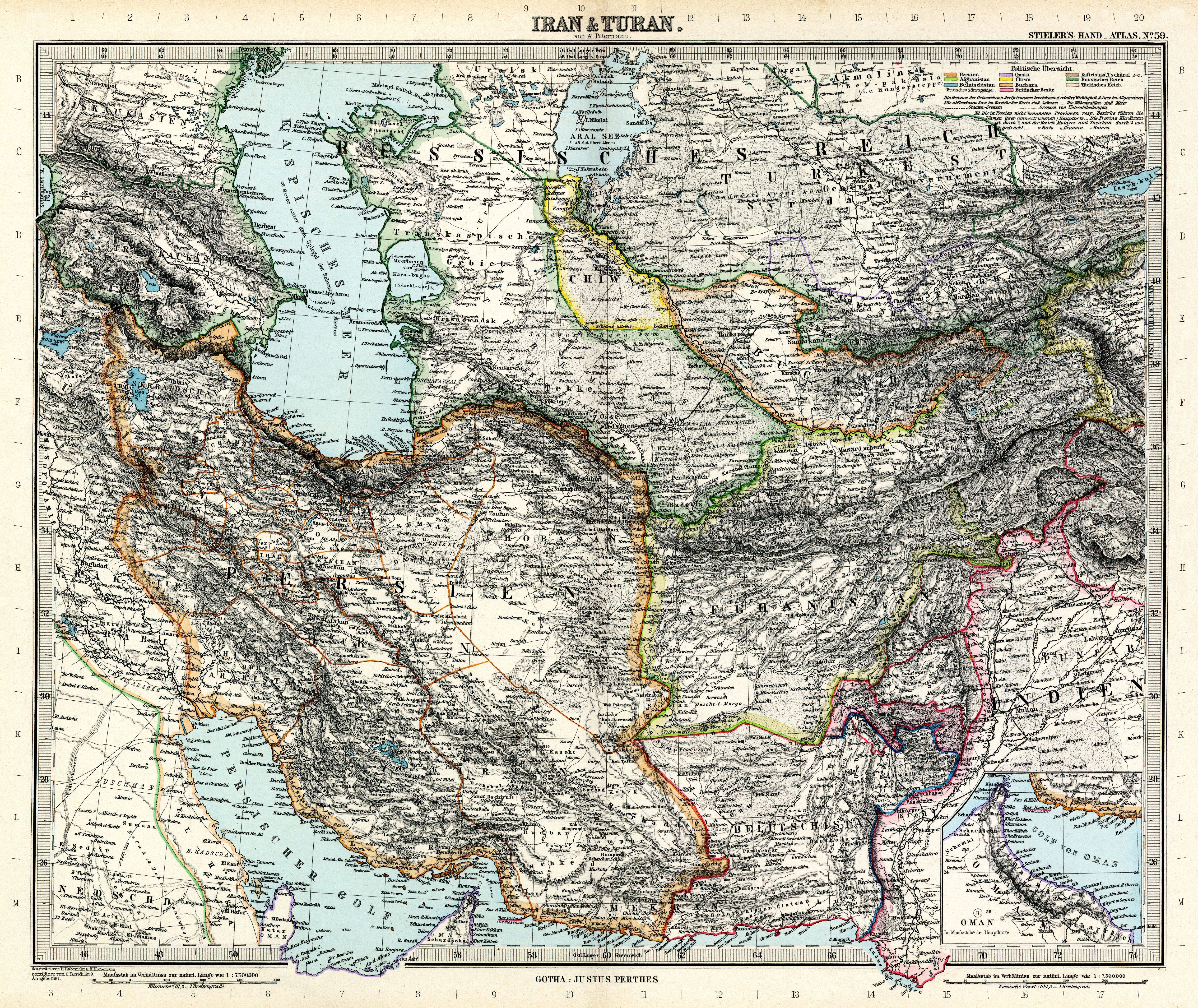
مرزهای ایران در اواخر دورهٔ قاجار در نقشهٔ ایران و توران در دوران قاجاریان

مرزهای ایران، خطی است که برای مشخص کردن مرزهای جغرافیای ایران استفاده می‌شود و محدودهٔ ایران را با کشورهای همسایه معین می‌کند. ایران بیش از ۶٬۰۰۰ کیلومتر با کشورهای ترکیه، جمهوری آذربایجان، ترکمنستان، پاکستان، عراق، افغانستان و ارمنستان مرز زمینی دارد. ایران همچنین دارای ۲٬۷۰۰ کیلومتر مرز آبی در دریای خزر، خلیج فارس و دریای عمان است. ایران طولانی‌ترین مرز را با عراق و کوتاه‌ترین مرز را با ارمنستان دارد. در گذشت سال‌های طولانی بخش‌های زیادی از کشور پهناور ایران که به نام ایران بزرگ مشهور است، توسط حکومت‌های مختلف از دست رفت که بیشترین آن در زمان حکومت قاجاریان صورت می‌گرفت. همچنین آخرین بخش جدا شده از ایران بحرین است که در اواخر دوره زندیان از تصرف دولت زندی خارج شد  و در نهایت در دوران محمدرضا پهلوی و با فشار پادشاهی بریتانیا به طور رسمی از ایران جدا گشت.

## استان‌های مرزی
ایران دارای ۱۶ استان مرزی است که از میان آنها، ۹ استان تنها مرز زمینی (آذربایجان شرقی، آذربایجان غربی، اردبیل، خراسان رضوی، خراسان شمالی، کرمانشاه، کردستان، ایلام و خراسان جنوبی ) دارند. ۳ تای آنها مرز دریایی (مازندران، هرمزگان و بوشهر) دارند و ۴ تا از استان‌ها هم هر دو مرز زمینی و دریایی (گیلان، گلستان، سیستان و بلوچستان و خوزستان) را دارا است.

### باجمهوری آذربایجان
استان‌های گیلان، اردبیل و آذربایجان شرقی با جمهوری آذربایجان و استان‌های آذربایجان شرقی و آذربایجان غربی با نخجوان جمهوری آذربایجان مرز مشترک دارند.

### باارمنستان
آذربایجان شرقی با ارمنستان مرز مشترک دارد.

### باافغانستان
استان‌های خراسان رضوی، خراسان جنوبی و سیستان و بلوچستان با افغانستان هم‌مرز هستند.

### باپاکستان
استان سیستان و بلوچستان تنها استان ایران است که با پاکستان هم‌مرز است.

### باترکمنستان
استان‌های گلستان، خراسان شمالی و خراسان رضوی با ترکمنستان مرز مشترک دارند.

### باترکیه
آذربایجان غربی تنها استان ایران است که با ترکیه مرز مشترک دارد.

### باعراق
استان‌های آذربایجان غربی، کردستان، کرمانشاه، ایلام (طولانی‌ترین مرز) و خوزستان با عراق مرز مشترک دارند.

### از طریقدریای کاسپین
استان‌های گیلان، مازندران و گلستان از طریق دریای کاسپین (خزر) با کشورهای دیگر مرز مشترک دارند.

### از طریقخلیج فارس
استان‌های خوزستان، بوشهر و هرمزگان از طریق خلیج فارس با کشورهای دیگر همسایه هستند.

### از طریقدریای عمان
استان‌های سیستان و بلوچستان و هرمزگان از طریق دریای عمان با کشورهای دیگر همسایه هستند.

## طول مرز ایران با کشورهای همسایه
- عراق: ۱۴۵۸ کیلومتر
- ترکمنستان: ۹۹۲ کیلومتر
- افغانستان :۹۳۶ کیلومتر
- پاکستان: ۹۰۹ کیلومتر
- جمهوری آذربایجان: ۷۵۹ کیلومتر
- ترکیه: ۴۹۹ کیلومتر
- ارمنستان: ۳۵ کیلومتر
- مرزهای آبی: ۲۴۴۰ کیلومتر[۴]

## گذرگاه‌های مرزهای زمینی

### گذرگاه‌های مرزی با کشور ترکیه
- گذرگاه مرزی بازرگان (مرز گوربولاغ)
- گذرگاه مرزی رازی (مرز کاپی‌کوی)
- گذرگاه مرزی سِرو (مرز اسن‌دره)

### گذرگاه‌های مرزی با کشور ارمنستان
- گذرگاه مرزی نوردوز در سمت ایران (مرز مِغری)

### گذرگاه‌های مرزی با کشور جمهوری آذربایجان
- گذرگاه مرزی آستارا (مرز آستارای آذربایجان)
- گذرگاه مرزی بیله‌سوار (مرز بیله سووار آذربایجان)
- گذرگاه مرزی جلفا (مرز جلفای نخجوان)
- گذرگاه مرزی پلدشت (مرز شاه تختی نخجوان)

### گذرگاه‌های مرزی با کشور ترکمنستان
- گذرگاه مرزی اینچه‌برون استان گلستان
- گذرگاه مرزی باجگیران (مرز گودان)
- گذرگاه مرزی لطف‌آباد (مرز آرتیق)
- گذرگاه مرزی سرخس

### گذرگاه‌های مرزی با کشور افغانستان
- گذرگاه مرزی دوغارون (مرز اسلام‌قلعه)
- مرز شمتیغ
- گذرگاه مرزی یزدان
- گذرگاه مرزی گلورده (میل ۷۳)
- گذرگاه مرزی دوکوهانه
- گذرگاه مرزی ماهی‌رود (میل ۷۸) (مرز ابونصر فراهی)
- گذرگاه مرزی گمشاد
- گذرگاه مرزی میلک (مرز زرنج)

### گذرگاه‌های مرزی با کشور عراق
- گذرگاه مرزی شلمچه
- گذرگاه مرزی چذابه (الشیب)
- گذرگاه مرزی مهران (زرباطیه)
- گذرگاه مرزی سومار (مندلی)
- گذرگاه مرزی خسروی (منذریه)
- گذرگاه مرزی پرویزخان
- گذرگاه مرزی شیخ صله
- گذرگاه مرزی شوشمی
- گذرگاه مرزی باشماق (پنجوین)
- گذرگاه مرزی سیف سقز
- گذرگاه مرزی سیران‌بند بانه
- گذرگاه مرزی کیله سردشت
- گذرگاه مرزی تمرچین (حاجی عمران)

### گذرگاه‌های مرزی با کشور پاکستان
- گذرگاه مرزی میرجاوه (مرز تفتان)
- گذرگاه مرزی جالق
- گذرگاه مرزی کوهک
- گذرگاه مرزی پیشین (مرز مند)
- گذرگاه مرزی ریمدان (مرز گبد)
- مرز آبی پسابندر